# Honti Múzeum és Simonyi Lajos Galéria

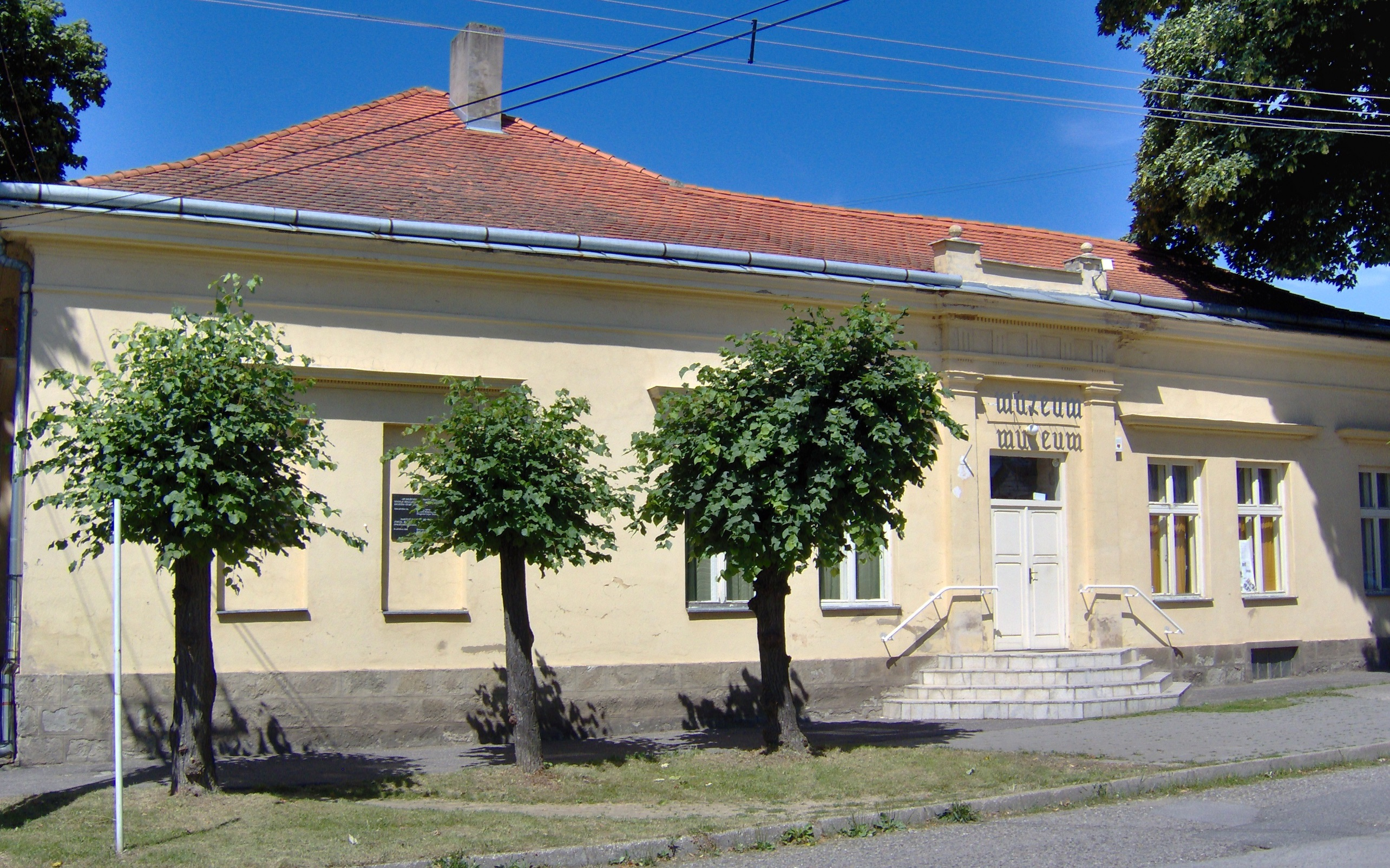
A múzeum székhelye

A Honti Múzeum és Simonyi Lajos Galéria székhelye az Ipolysági Rotarides utca 13 alatt található. Tevékenysége: a honti régió helytörténeti, régészeti és néprajzi kutatása, tárgygyűjtés, társadalomtudományi és képzőművészeti kiállítások rendezése.

## Története

### Honti Múzeum 1902–1924
1898−ban Pongrácz Elemér és Matunák Mihály szervezésében az ipolysági vármegyeházán egy országos visszhangot kiváltó kiállítás nyílt meg.  A  sikeres  kiállítás után nyomban megfogalmazódott egy új múzeum létrehozásának terve is. Már 1898. december 29−én megtartotta alakuló ülését a Hontmegyei Múzeumtársulat, mely a legfőbb célját teljesítette: 1902−ben megnyílt Ipolyságon a Honti Múzeum, melynek  Pongrácz Elemér  lett az első igazgatója. A múzeum képes katalógusa című kiadványt is Pongrácz Elemér szerkesztette. Eszerint 1902−ben a múzeum tulajdonát képezte az a 80 darab olajfestmény,  melynek szerzői közt ott találjuk Kubányi Lajost, Márffy Ödönt és Vastagh Györgyöt. Szintén gazdag volt a kerámia − és porcelángyűjtemény s az okiratok tára. A Honti Múzeum Ipolyságon 1924-ig működött, ekkor a gyűjteményét a selmecbányai Bányamúzeum vette át.

### Honti Múzeum és Simonyi Lajos Galéria
1992-ben az ipolysági önkormányzat határozata értelmében létrejött a városi múzeum és galéria két önálló épületben.
A galéria 1992. május 29-én lett megnyitva egy felújított házban a Borászok útján. Az első kiállítás Simonyi Lajos képeiből volt, aki mintegy 200 darab képet ajándékozott kiállítási célokra. A festő halála után (1998) a galéria felvette a Simonyi Lajos Galéria nevet. 2010-től a városháza épülete ad otthont a gyűjteménynek és az időszakos kiállításoknak.
A múzeumnak sikerült visszakapni az 1924-ben a selmecbányai Bányamúzeumba elvitt múzeumi tárgyak nagy részét. 1995. szeptember 17-én nyílt  meg a Honti Múzeum a Rotarides utcai felújított Mühlstein házban. Itt kapott helyet  a honti régió társadalomtudományi, képzőművészeti, helytörténeti, régészeti, néprajzi anyaga.

### Állandó kiállítások a Honti Múzeum épületében
- A honti régió történelme

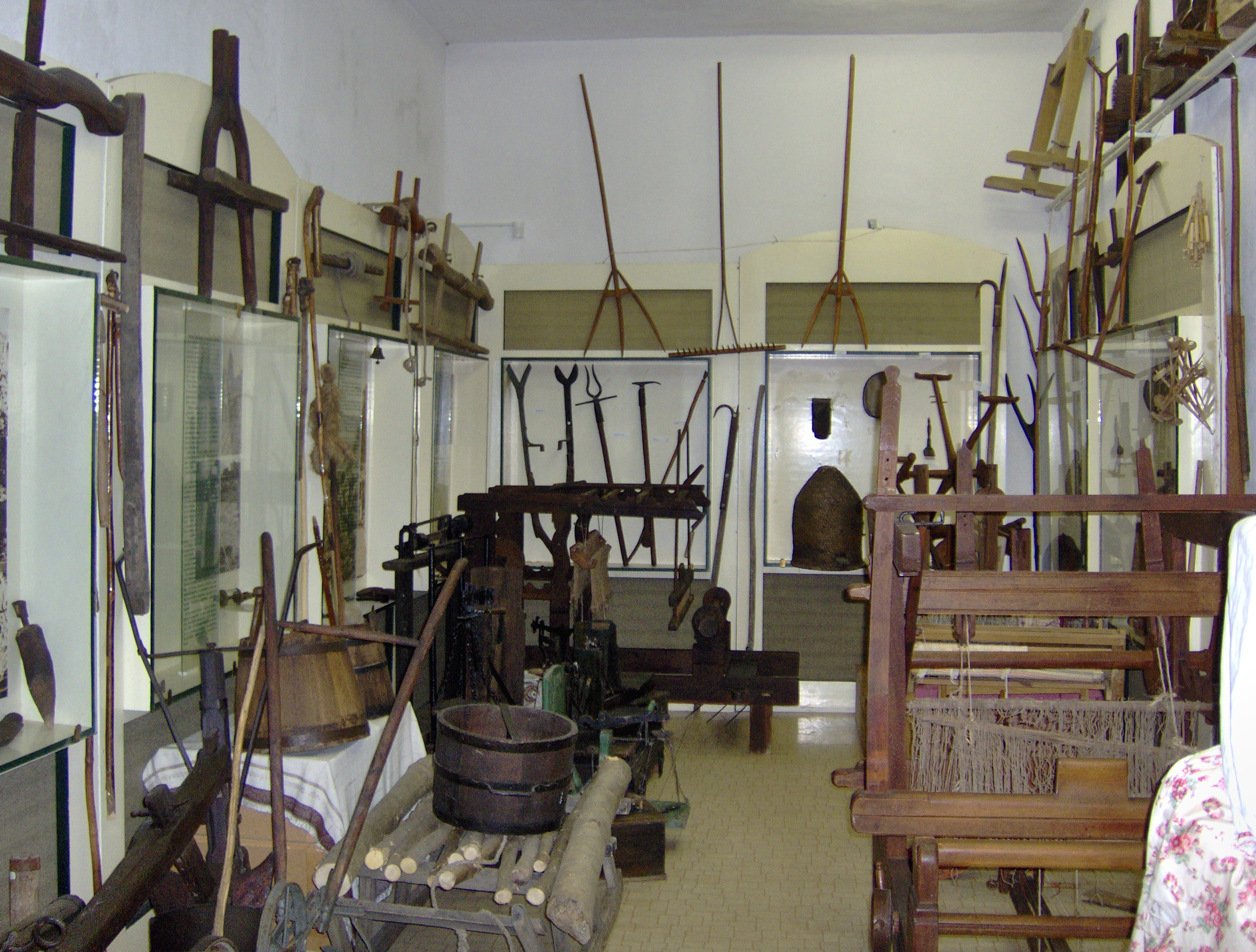
A múzeum néprajzi kiállítása

- A honti régió néprajza (elsősorban a közép-, és alsó honti terület )
- A honti régió régészeti emlékei (elsősorban a középső Ipolymente )
- Borászati hagyományok
- Holokauszt emlékmű
- Síremlékek a 18. – 19. századból